# Věra Macháčková-Riegerová
Věra Macháčková-Riegerová (* 12. September 1919 in Prag; † 5. September 2017 ebenda) war eine tschechische Universitätslehrerin an der Philosophischen Fakultät der Karls-Universität, eine bekannte Prager Germanistin und Übersetzerin deutscher Literatur ins Tschechische.

## Leben
Věra Macháčková-Riegerová wurde 1919 in der Familie des Prager Philosophen und Universitätslehrers Ladislav Rieger geboren. Sie studierte ab 1938 Deutsch und Französisch an der Philosophischen Fakultät der Karls-Universität in Prag. Ihr Studium wurde durch den Zweiten Weltkrieg unterbrochen. 1947 promovierte sie, 1948 schloss sie das Studium mit der Prüfung zur CSc. (Kandidatin der Wissenschaft) ab. Sie arbeitete als Redakteurin im Práce-Verlag und trat 1954 in die Abteilung für Germanistik und Nordische Studien der Philosophischen Fakultät der Karls-Universität ein. Nach ihrer anfänglichen Beschäftigung mit der Rezeption des Marxismus in der deutschen Literatur widmete sie sich in einem Forschungsteam, dem unter anderen Eduard Goldstücker und Kurt Krolop angehörten, der deutschen Literatur des 19. Jahrhunderts und deutschsprachigen Schriftstellern aus den tschechischen Ländern. 1963 erhielt sie die Habilitation als Dozentin auf dem Gebiet der deutschen Literatur.
Aufgrund der politischen Säuberungen nach dem Prager Frühling musste sie 1974 im Rahmen der Normalisierung die Universität verlassen und arbeitete fortan als Übersetzerin. Sie übersetzte viele Bücher deutschsprachiger Schriftsteller aus dem Deutschen ins Tschechische, darunter nach Angaben der Nationalbibliothek der Tschechischen Republik Johann Wolfgang von Goethe, Stefan Zweig, Hermann Kant, Anna Seghers, Brigitte Hamann und Clara Zetkin. Zusammen mit Vaclav Bok beteiligte sie sich maßgeblich an der Herausgabe des Werks Slovníku spisovatelů německého jazyka a spisovatelů lužickosrbských (Enzyklopädie der deutschsprachigen Schriftsteller und der Lausitz-sorbischen Schriftsteller), 1. Auflage, Odeon, Prag 1987. 844 S.
Riegerová verstarb eine Woche vor ihrem 98. Geburtstag.

## Familie
Ihr Bruder war der Mathematiker Ladislav Svante Rieger (1916–1963), ihr Vater der Philosoph Ladislav Rieger (1890–1958). Ihr Großvater war der tschechische Universitätslehrer und Rechtsanwalt Bohuslav Rieger (1857–1907). Dessen Vater war der tschechische Politiker und Publizist František Ladislav Rieger (1818–1903) verheiratet mit Marie, der Tochter des tschechischen Historikers und Journalisten František Palacký und seiner Frau Theresia Mechura (Tochter des Landbesitzers und Rechtsanwalts Jan Mechura). Im Jahr 1991 wurde der Familie Macháček-Rieger das Haus in Prag, Palackého-Straße 7, in der sich das Denkmal von F. Palacký und F. L. Rieger befindet, sowie das Familienschloss Maleč im Bezirk Deutschbrod restituiert. Ihr Sohn Václav Macháček war Bassist in Jiří Brabecs Country Beat Band.

## Werke
- Macháčková, Věra: Der junge Engels und die Literatur, Dietz Verlag, Berlin 1961
- Macháčková, Věra: Ernst Sommer, Leben und Werk, Karls-Univ., Prag 1969

Neben diesen Monografien ist sie die Autorin von mehreren Dutzend Fachstudien und Beiträgen für wissenschaftliche Symposien, populären Artikeln und Übersetzungen deutscher Belletristik und von Sachbüchern. Im Alter von 84 Jahren übersetzte sie noch das Buch von Andreas Wiedemann Die Reinhard-Heydrich-Stiftung in Prag.